# Utylitaryzm
Utylitaryzm (łac. utilis – użyteczny) – kierunek etyki głoszący, że to, co jest pożyteczne, jest dobre, a miarą słuszności postępowania jest użyteczność jego skutków. Powstał w XVIII wieku.
Programem utylitarystów jest próba obiektywnego ustalenia zasad działań przynoszących pozytywne i negatywne efekty. Podstawowym kryterium rozróżniania działań pozytywnych i negatywnych stała się dla utylitarystów zasada użyteczności. Głosi ona, że postępowanie jest słuszne, jeśli prowadzi do uzyskania jak największej ilości szczęścia i jak najmniejszej ilości nieszczęścia, przy czym samo pojęcie szczęścia było różnie pojmowane przez różnych przedstawicieli tego kierunku filozofii, co prowadziło często do skrajnie różnych wniosków praktycznych. Wielu utylitarystów podkreśla wagę efektów postępowania. Ich zdaniem intencja czynu nie ma większego znaczenia etycznego – ważne jest tylko, czy daje on więcej efektów korzystnych czy szkodliwych.
W potocznym znaczeniu utylitaryzm to dążenie do osiągania celów praktycznych, materialnych.
Klasyczną postać utylitaryzmu, w której szczęście zostało utożsamione z przyjemnością lub w późniejszej formie ze zmniejszaniem przykrości, stworzyli Jeremy Bentham i John Stuart Mill. 

## Historia

### Prekursorzy
Za prekursorów utylitaryzmu uważa się brytyjskich filozofów z XVII i XVIII wieku: Francisa Hutchesona, Richarda Cumberlanda, Johna Gaya, Shaftesbury’ego i Davida Hume’a. Cumberland i Gay uważali, że szerzenie ludzkiego szczęścia jest naszym obowiązkiem, ponieważ zostało to zatwierdzone przez Boga.

### Bentham
Bentham uważał, że ludzie z natury dążą do przyjemności i unikają bólu. Uważał, że standardem właściwego działania jednostek i rządów jest zasada użyteczności. Działania są pozytywne, gdy prowadzą do większej przyjemności a negatywne, gdy prowadzą do cierpienia. W związku z tym powinniśmy dążyć do wprowadzenia jak największej ilości ogólnej przyjemności. Zasada ta jest w konflikcie z egoizmem etycznym Hobbesa, ponieważ w niektórych sytuacjach dążenie do własnego dobra jednostki nie prowadzi do zwiększenia ogólnego dobra w społeczeństwie. Problem ten stanowił wyzwanie dla myśli Benthama, z którego filozof zdawał sobie sprawę. Bentham nie odróżniał też od siebie różnych rodzajów przyjemności, przyjemności fizyczne stawiał na równi z intelektualnymi.

### John Stuart Mill
W odróżnieniu od Benthama Mill odróżniał od siebie przyjemności wyższe (intelektualne) i niższe (czysto zmysłowe). Podobnie jak Bentham jednak utożsamiał dobro z przyjemnością. Uważał jednak, że człowiek jest istotą społeczną i zadawanie krzywdy innym powoduje w nim samym ból. Poczucie sprawiedliwości w jego opinii wynikało z odczucia przykrości na widok cierpienia innych. Mill łączył utylitaryzm z planem reform społecznych. Był zwolennikiem nadania praw wyborczych kobietom i poszerzania wolności słowa, ponieważ uważał, że takie zmiany zwiększają ilość szczęścia w społeczeństwie.

### Krytyka
Prąd ten był ostro krytykowany w XIX wieku – głównym zarzutem było oddzielanie przez utylitarystów motywów od czynu (celu samego w sobie od środków do celu), co, zdaniem przeciwników, sprawiało, że motywy stawały się nieistotne. Głównymi oponentami utylitaryzmu byli George Edward Moore, William David Ross, filozofowie chrześcijańscy i kantyści.

## Utylitaryzm a uczucia
Zachowania utylitarne są blokowane przez uczucia takie jak współczucie. Osoby z uszkodzeniem mózgu uniemożliwiającym powstawanie emocji nie wahają się nawet, odpowiadając twierdząco na pytanie:
„Twoje dziecko zaczyna głośno płakać. Jego płacz zwróci uwagę żołnierzy, którzy zabiją ciebie, twoje dziecko i innych ukrytych w piwnicy. Aby temu zapobiec, musisz je cicho udusić. Czy zrobiłbyś to?”.
 Zobacz więcej w artykule o moralności
Sposób rozumowania zaprezentowany powyżej jest skrajnym przypadkiem pojmowania idei utylitaryzmu. Jest to pojmowanie jej niejako na sposób wulgarny. Generalnie utylitaryści przyjmują, że działanie musi przynieść korzyść, ale nawet gdy przynosi ono korzyść, np. w postaci finansowej, to nie zawsze jest ono korzystne z punktu widzenia moralnego – a ta kategoria również jest rozważana w kategoriach użyteczności. Takie bowiem zasady jak prawdomówność, dotrzymywanie przyrzeczeń, obietnic i zobowiązań są podstawą życia społecznego i wspólnotowego. Mimo że konkretny czyn respektujący te zasady nie przynosi w danym momencie maksymalnych korzyści, to jednak w dalszej perspektywie suma korzyści będzie większa.
Z drugiej strony – jeżeli działanie jest naganne moralnie, to przynosi ono niekorzystne skutki człowiekowi w nie zaangażowanemu. To z kolei degraduje go jako osobę i rozpatrywane jest jako strata, a działanie jako niekorzystne z punktu widzenia tej postawy. W związku z tym, generalnie nieuprawnione jest oddzielanie tych dwóch dziedzin – tj. moralności i użyteczności przy rozważaniach na temat nurtu utylitarnego, zwłaszcza z powodu jego źródeł i poglądów pierwszych jego przedstawicieli.